# 江戸真樹
江戸 真樹（えど まき、本名：同じ、1970年12月26日 - ）は、1980年代後半に活動した、和歌山県西牟婁郡日置川町（現・白浜町）出身の元アイドル歌手。身長：153cm、血液型：A。

## 来歴・人物
- 1986年2月、「ライオン健康プリンセスコンテスト」でグランプリを獲得。同年7月23日にトーラスレコードからシングル「I Love あのコ・夏のMaki」で歌手デビュー。シングル2枚をリリースする。キャッチフレーズは「かわいい江戸時代御突入！」。当時はバレーボールが大好きで、特に全日本チームの田中幹保のファンだった[1]。
- 「ライオン健康プリンセス」グランプリ受賞時は中学三年生の2月。受賞後間もなくCM撮影のために2週間サイパンに滞在したため中学の卒業式に出席出来なかった。
- 中学卒業後、単身上京する。所属事務所の社長宅に住み込み、芸能活動を開始。高校進学をしなかったため、仕事場以外で同世代と接する機会が殆どなく、慣れない環境で溜まる一方のストレスを発散することも出来なかった。また、強いホームシックを感じていたという。それらのことから少し痩せたが、「いい感じだ」と褒められたことがきっかけとなり「もう少し痩せよう」と食事を節制するようになる。そのうちに食事を受け付けない摂食障害を引き起こし、デビュー当時46kgあった体重が僅か10ヶ月で32kgまで減少、健康に害が及ぶようになる。

精神的な疲労が原因であると診断されたため事務所と協議の結果、健康を取り戻すことを最優先と決断。一時休業することになり、地元である和歌山に戻る。芸能界復帰に関しては事務所側は受け入れ態勢を整えており、また、江戸本人もそのつもりでいたが、休業中に知り合った男性の子どもを妊娠。出産と子育てをしながらアイドルとして復帰するのは難しいと判断。休業からそのまま引退となった。引退後、18歳で結婚するも離婚。その後も2度の結婚・離婚を経験し、現在は離婚3回。子ども4人、孫4人。
- 2016年、TBSテレビ『爆報! THE フライデー』（12月23日放送）でその後の様子が報じられた。2016年の同番組放送時は同じく離婚1回の長女や孫たちと家族9人で生活していたが、2018年5月時点では長男と三女と共に公営住宅で暮らしているという[2]。

## 音楽

### シングル
- 全てトーラスレコードからリリース。

| # | 発売日         | A/B面 | タイトル                | 作詞       | 作曲       | 編曲         | 規格品番  |
| - | -------------- | ----- | ----------------------- | ---------- | ---------- | ------------ | --------- |
| 1 | 1986年 7月23日 | A面   | I Love あのコ・夏のMaki | 谷穂ちろる | 山梨鐐平   | かしぶち哲郎 | 07TR-1127 |
| 1 | 1986年 7月23日 | B面   | 虹色のプリズム          | 谷穂ちろる | 瀬井広明   | 林有三       | 07TR-1127 |
| 2 | 1986年 9月29日 | A面   | 右あがりの初恋          | 麻生圭子   | 古田喜昭   | 戸田誠司     | 07TR-1134 |
| 2 | 1986年 9月29日 | B面   | 不・思・議やだもん      | 谷穂ちろる | 馬飼野康二 | 馬飼野康二   | 07TR-1134 |

## CM
- ライオン　Ban16